# استخرسر (كجيد)
استخرسر (بالفارسية: استخرسر) هي قرية تقع في إيران في قسم کجيد الريفي. يقدر عدد سكانها بـ 63 نسمة بحسب إحصاء 2016.